# 64

64(육십사)는 63보다 크고 65보다 작은 자연수다.

## 수학
- 합성수로, 그 약수는 1, 2, 4, 8, 16, 32, 64다. 진약수의 합은 63이므로, 64는 부족수다.
- 8번째 제곱수(82)다. 앞의 제곱수는 49, 다음은 81이다.
- 4번째 세제곱수(43)다. 앞의 세제곱수는 27, 다음은 125다.
- 2번째 6제곱수(26)다. 다음 6제곱수는 729다.
- 13번째 헵타나치 수다. 앞의 헵타나치 수는 32, 다음은 127이다.
- 4번째 십이각수다. 앞의 십이각수는 33, 다음은 105다.
- 7번째 중심있는 삼각수다. 앞의 중심있는 삼각수는 46, 다음은 85다.
- 8번째 케이크 수다. 앞의 케이크 수는 42, 다음은 93이다.

## 과학·기술
- 가돌리늄(Gd)의 원자번호.
- 64비트

## 교통
- 고속도로
  - 주간고속도로 제64호선: 미주리주 웬츠빌에서 버지니아주 체서피크까지 이어지는 미국의 주간고속도로.
  - 유럽 고속도로 64호선(영어판): 이탈리아 토리노에서 브레시아까지 이어지는 유럽 고속도로.
  - 아우토반 64호선: 독일의 고속도로.

- 국도 제64호선
  - 미국 64번 국도: 애리조나주 틱노스포스에서 노스캐롤라이나주 낵스헤드까지 이어지는 미국의 국도.

- 기타 도로
  - 현도 제64호선

## 나이 (만 64세)
- 64.33세 - 2009년도 세계 연감에 따른 세계 평균 수명.

## 문화유산
- 대한민국의 국보 제64호: 보은 법주사 석련지
- 대한민국의 보물 제64호: 경주 보문사지 석조
- 대한민국의 사적 제64호: 창녕 화왕산성

## 방송
- IPTV의 KTV 국민방송 채널 번호.
- 스카이라이프의 OCN 무비스2 채널 번호.
- LG헬로비전의 NXT 채널 번호.
- B tv 케이블의 TV아시아 플러스 채널 번호.
- KT HCN의 채널U 채널 번호.

## 기타
- 날짜: 6월 4일
  - 6·4 천안문 사건: 1989년 6월 4일에 베이징에서 발생한 정치 탄압 사건.
- 연도: 64년, 기원전 64년
- 닌텐도 64: 닌텐도의 거치형 콘솔 게임기.
  - 64DD: 닌텐도 64용 주변기기.
- 64를 한 자리씩 읽으면 ‘육사’가 되며 이는 육군사관학교의 약자인 ‘육사’와도 겹치게 된다.
- 체스와 오델로는 64개{\displaystyle (8\times 8)}의 말밭에서 하는 놀이이다.
- 베이스64
- 64괘
- 코돈의 조합 수.
- 6점 점자의 문자 수.
- 하노이의 탑 전설에서 원판의 수.